# Crazy Horse
Crazy Horse (englisch für „Besessenes“ oder „Verrücktes Pferd“, eigentlich auf Lakota Tashunka Witko bzw. Lakota Tȟašúŋke Witkó [tχaˈʃʊ̃kɛ witˈkɔ], deutsch ‚Sein Pferd ist verrückt‘, Aussprache: tchaschunke witko; * um 1839; † 5. September 1877 in Fort Robinson, Nebraska) war ein Anführer der Oglala-Indianer, einer Abteilung der westlichen Sioux (Eigenbezeichnung Lakota).

## Jugend
Das genaue Geburtsdatum von Crazy Horse ist nicht bekannt. Der Häuptling He Dog, einer seiner engsten Freunde, sagte bei einem Interview am 7. Juli 1930: „Ich und Crazy Horse wurden im selben Jahr geboren und in derselben Jahreszeit … Ich bin jetzt 92 Jahre alt.“ Demnach wäre Crazy Horse um das Jahr 1838 geboren worden.
Encouraging Bear, spiritueller Berater von Crazy Horse, berichtete, dass Crazy Horse „in dem Jahr geboren wurde, in dem der Stamm, zu dem er gehörte, die Oglala, 100 Pferde gestohlen hat.“ Glaubt man den Winter-Zählungsbildern, den Winter counts, die von Cloud Shield und White Bull gefertigt worden sind, dann handelt es sich dabei um das Jahr 1840.
Auch sein Geburtsort ist nicht eindeutig bestimmbar. Ein Artikel in der New York Sun vom 14. September 1877 über den Tod von Crazy Horse benennt den South Cheyenne River als Geburtsort. Alle anderen Quellen nennen als Geburtsort in South Dakota entweder den Rapid Creek nahe dem heutigen Rapid City, oder Bear Butte bei Sturgis.
Sein Vater (* 1810) hieß ebenfalls Crazy Horse änderte aber den Namen in Worm, nachdem man begann, seinen Sohn ebenso zu nennen. Seine Mutter Rattling Blanket Woman (* 1814) war eine Minneconjou-Lakota. Sie soll sich erhängt haben, nachdem Crazy Horses Bruder bei einem Überfall auf den Stamm der Absarokee getötet worden war. Sein Vater heiratete daraufhin zwei Schwestern des Brulé-Lakota-Häuptlings Spotted Tail. Aus dieser Heirat stammt sein Halbbruder Little Hawk, der bei einem Gefecht am Platte River im Jahre 1871 getötet wurde.
Bevor Crazy Horse seinen Namen erhielt, wurde er Light Hair oder Curly Hair gerufen. Wie bei den Lakota üblich, wechselte der Name mit zunehmendem Alter. Mit etwa zehn Jahren änderte sein Vater den Namen in His Horse on Sight (anderen Übersetzungen zufolge auch: Horse stands in Sight, His Horse looking oder His Horse partly showing). Grund war, dass sein Sohn erfolgreich am Wildpferdefang in den Sandhills von Nebraska teilgenommen hatte. Mit 18 Jahren bekam er dann seinen endgültigen Namen nach einem tapferen Kampf mit den Arapaho.

## Erste Gefechte mit dem US-Heer
Crazy Horse soll sich im Jahre 1854 im Lager der Brulé-Teton in der Nähe von Fort Laramie aufgehalten haben, als dieses zum Schauplatz des sogenannten Grattan-Massakers wurde. Bei dieser Auseinandersetzung wurden der Sioux-Häuptling Conquering Bear, der unerfahrene Leutnant der US-Infanterie John Lawrence Grattan und 29 Soldaten getötet. Unmittelbar nach dem Grattan-Vorfall begab sich Crazy Horse in die Sandhills, wo er eine Vision hatte, die sein restliches Leben beeinflussen sollte. Die Vision besagte, dass er entgegen der Lakota-Sitte ohne Kriegsbemalung und Federschmuck, aber mit einer Staubschicht auf seiner Haut und seinem Kopf in den Krieg ziehen sollte, dann wäre er unverwundbar. Nach drei Tagen kehrte er ins Lager zurück. Sein Vater war nicht damit einverstanden, dass sein Sohn drei Tage verschwunden war, während das ganze Lager um Conquering Bear trauerte. Als Crazy Horse erzählte, dass er fort war, um eine Vision zu erhalten, wurde sein Vater noch wütender, weil man für eine derart heilige Zeremonie gewisse Voraussetzungen vorab hätte erfüllen müssen.
Im darauf folgenden Jahr 1855 soll Crazy Horse ebenfalls die Vergeltungsaktion des US-Heeres für den Grattan-Vorfall beobachtet haben, als Oberst William S. Harney in der Schlacht von Ash Hollow am Bluewater Creek (Nebraska) ein Lager der Brulé-Teton unter Häuptling Little Thunder vernichtete und zahlreiche Lakota töten oder verschleppen ließ.
Ende der 1850er und Anfang der 1860er Jahre wuchs das Ansehen von Crazy Horse als Krieger und sein Ruhm bei den Lakota immer mehr. Über diese Zeit gibt es wenige schriftliche Quellen, da die Mehrzahl der kriegerischen Auseinandersetzungen zwischen den Präriestämmen untereinander ausgetragen wurden.
Am 21. Dezember 1866 führte Crazy Horse eine kombinierte Streitmacht von etwa 1000 Kriegern der Oglala, Cheyenne und Minneconjou gegen die US-Truppen aus Fort Phil Kearny. Bei dieser Attacke, dem so genannten Fetterman-Gefecht, lockten Crazy Horse und einige andere hervorragende Krieger eine Abteilung der US-Army unter Führung von Captain William Fetterman in einen Hinterhalt. Fetterman hatte zuvor geprahlt, allein mit einer Kompanie seiner Männer riding through the Sioux Nation das Problem im Alleingang zu lösen, wenn man ihn ließe. Crazy Horse hatte als Vorwand einen Holzfällertrupp aus dem Fort angegriffen, woraufhin der kommandierende Oberst Carrington Fetterman und seine Männer ausschickte, um die Holzfäller zu entsetzen, allerdings unter dem strikten Befehl, den Höhenrücken vor dem Fort nicht zu überschreiten, da man sonst den Sichtkontakt verlöre. Crazy Horse hatte einen klassischen Hinterhalt angelegt; als Fetterman und seine Männer durch den dicken Schnee über den Höhenkamm stapften, sahen sie sich einer Übermacht Oglala und Cheyenne gegenüber, die in Windeseile über die überraschten Soldaten herfielen. Keiner der Soldaten überlebte das Gefecht. Dies war die bis dahin schlimmste Niederlage des US-Heeres in den „Great Plains“.
Am 2. August 1867 erlitt Crazy Horse mit 500 Kriegern bei einem Überfall auf eine Holzfällerkolonne in der Nähe des Forts eine empfindliche Niederlage, da die Soldaten des Begleitschutzes zum ersten Mal mit neuartigen Springfield-Hinterladergewehren ausgerüstet waren. Dennoch trug der anhaltende Guerillakrieg der Indianer unter dem Oberkommando von Red Cloud dazu bei, dass die Weißen die Forts Reno, Phil Kearny und C. F. Smith im Jagdgebiet am Powder River aufgaben (Vertrag von Fort Laramie 1868). Im Jahre 1868 wurde Crazy Horse der Titel Ogle Tanka Un verliehen, was man als „Hemdträger“ übersetzen kann.
Im Sommer 1870 heiratete Crazy Horse Black Buffalo Woman, die aber bereits die Ehefrau von No Water war. Es war bei den Lakota aber Sitte, dass eine Ehefrau sich jederzeit von ihrem Mann scheiden lassen konnte. Dies geschah einfach durch Auszug zu Verwandten oder zu einem neuen Ehemann. Ebenso galt das Entfernen der persönlichen Gegenstände des Ehemanns aus dem Zelt als Scheidung. Vom Ehemann wurde erwartet, dass er dies respektierte, um das Zusammenleben des Stammes nicht zu belasten, auch wenn teilweise Entschädigungszahlungen geleistet wurden. No Water befand sich gerade nicht im Lager, als Crazy Horse und Black Buffalo Woman heirateten. Als No Water von der Verbindung erfuhr, suchte er die beiden zusammen mit einigen Kriegern. Als er sie gefunden hatte, schoss er Crazy Horse in den Kiefer. Einige Stammesälteste überzeugten Crazy Horse und No Water allerdings davon, dass kein weiteres Blut vergossen werden sollte. Als Kompensation für die Verletzung erhielt Crazy Horse drei Pferde von No Water. Crazy Horse musste aufgrund der Vorfälle seinen Titel „Hemdträger“ (Führer) abgeben. Etwa zur gleichen Zeit wurde sein Halbbruder Little Hawk getötet. Irgendwann im Jahre 1871 heiratete Crazy Horse seine zweite Frau Black Shawl.
Am 14. August 1872 überfiel er zusammen mit Sitting Bull Truppen, die Eisenbahnarbeiter der Northern Pacific Railroad eskortierten. Bei diesem Gefecht, das als „Gefecht am Arrow Creek“ bekannt wurde, gab es nur minimale Verluste auf beiden Seiten.

## Little-Bighorn-Feldzug

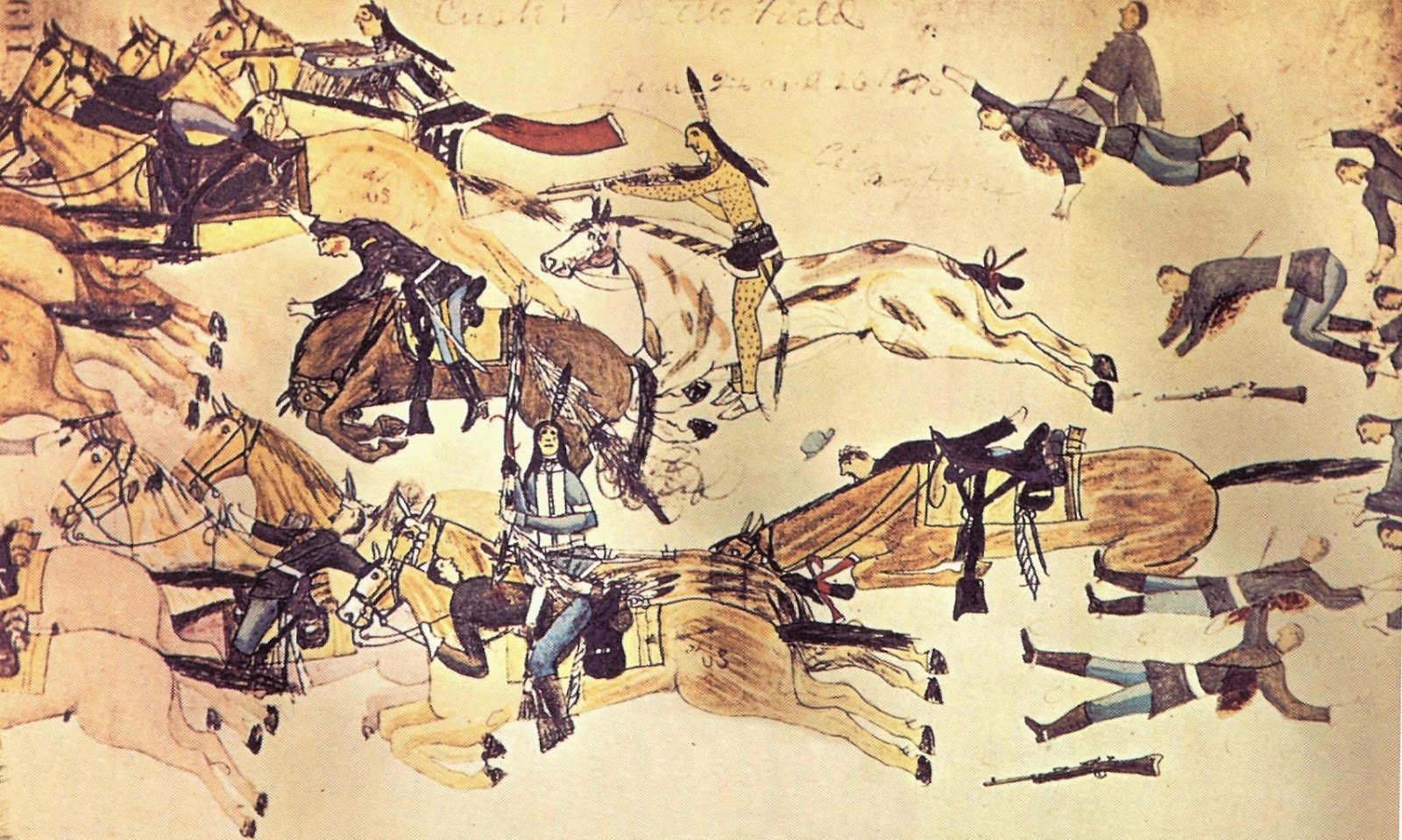
Crazy Horse in der Schlacht am Little Bighorn: Bild von dem Oglala Amos Bad Heart Bull nach 1890. Mit der Punktierung des Körpers hat der Künstler wohl den Staub andeuten wollen, den der Häuptling vor jedem Kampf auf seiner Haut verteilte

Im Jahr 1875 bemühte sich eine Regierungskommission vergeblich, den Lakota die Black Hills (eine Art Mittelgebirge, welches den Prärieindianern heilig ist) abzukaufen, da dort kurz zuvor reiche Goldvorkommen entdeckt wurden. Zur endgültigen Brechung des Widerstandes veranlasste die US-Regierung im nächsten Jahr ausgedehnte Feldzüge des Heeres gegen die letzten freien Stammesverbände, die sich um Crazy Horse und Sitting Bull scharten.
Am 17. Juni 1876 führte Crazy Horse mit etwa 1500 Lakota- und Cheyennekriegern einen Überraschungsangriff auf etwa 1000 Kavalleristen und Infanteristen unter Brigadegeneral George Crook. Auf Seiten des US-Heeres waren auch 300 Shoshonen und Crow-Krieger beteiligt. Diese Schlacht am Rosebud Creek war für die US-Soldaten zwar nicht sehr verlustreich, hinderte aber Crook daran, sich mit dem 7. US-Kavallerie-Regiment unter George A. Custer zu vereinigen, ein Umstand, der später zu der Niederlage des Regiments in der Schlacht am Little Bighorn maßgeblich beitragen sollte.
Am 25. Juni 1876, gegen 15 Uhr, überfiel Custers 7. Kavallerie-Regiment ohne vorherige Aufklärung das Sommerlager der Lakota und Cheyenne am Little Bighorn River. Crazy Horse schlug den ersten Angriff, der von Major Marcus Reno im Süden geführt wurde, rasch zurück. Als sich Renos Abteilung deswegen unter großen Verlusten zurückziehen musste, konnten Crazy Horses Krieger, Custers Bataillon nachsetzen, es schließlich auf einem Hügel („Custers last Stand“) einkesseln und bis zum letzten Mann niedermachen. Während Crazy Horse von Norden und Westen angriff, attackierten Hunkpapa-Krieger unter der Führung von Häuptling Gall die Soldaten von Süden und Osten.
In den folgenden Monaten verfolgte das US-Heer in einem gnadenlosen, auch über den Winter geführten Feldzug die letzten freien Sioux- und Cheyenne-Abteilungen, was zu Flucht, verheerenden Niederlagen und Kapitulationen der Indianer führte, nicht zuletzt auch wegen der rasch schwindenden Bisonherden, ihrer Lebensgrundlage.
Am 8. Januar 1877 kämpften die Krieger in ihrem letzten großen Gefecht, dem Gefecht am Wolf Mountain in Montana gegen die US-Kavallerie.
Am 8. Mai 1877 ergab sich Crazy Horse Einheiten des US-Heeres in Fort Robinson in Nebraska. Er hatte eingesehen, dass sein Volk durch Kälte und Hunger geschwächt war und nicht mehr weiterkämpfen konnte.

## Letzte Monate und Tod
In der Folgezeit arrangierte sich Crazy Horse zwangsläufig zunächst mit dem Heer. Am 15. Mai 1877 wurde er zum Unteroffizier der US-Indianerscouts ernannt. Er nahm sich die Franco-Indianerin Nellie Larabee als dritte Frau. Die Heeres-Führung forderte ihn auf, nach Washington D.C. zu fahren, um den neugewählten Präsidenten Rutherford B. Hayes zu treffen. Crazy Horse war zunächst dazu bereit, allerdings unter der Bedingung, dass seine Stammesgruppe ein Reservat im Norden erhält. Die Verhandlungen gestalteten sich aber sehr schwierig, bis Crazy Horse vom Plan einer Washington-Reise endgültig Abstand nahm.
Die Zeitzeugen sprachen davon, dass die Aufmerksamkeit, die Crazy Horse vom US-Heer, aber auch von den schon länger im Reservat lebenden Stammesangehörigen zuteilwurde, den Neid anderer Häuptlinge wie Red Cloud und Spotted Tail geweckt hätte. Diese hatten sich bekanntlich schon lange vor ihm im Reservat niedergelassen und mit den Weißen arrangiert. Neid dürfte jedoch nicht der ausschlaggebende Grund für die Spannungen zwischen den führenden Lakota gewesen sein, sondern eine tiefe Entfremdung zwischen den Realpolitikern Red Cloud und Spotted Tail und dem Kriegshäuptling Crazy Horse, der die gewaltigen gesellschaftlichen und wirtschaftlichen Umwälzungen auf dem gesamten Territorium der USA unterschätzte. Die wachsenden Zwistigkeiten äußerten sich in Gerüchten, dass sich Crazy Horse seinem alten Kriegerleben wieder zuwenden wolle.
Im August 1877 wurde in Fort Robinson bekannt, dass die Nez Percé unter „Chief Joseph“ aus ihrem Reservat in Idaho ausgebrochen und nach Norden durch Montana Richtung Kanada geflohen wären. General Crook plante, ihnen eine starke Truppe von Lakota-Kriegern nachzuschicken, um sie aufzuhalten. Crazy Horse sollte die Truppe führen. Crazy Horse stimmte dem Plan zunächst zu, aber nur unter der Bedingung, dann im Norden auf die Jagd gehen zu können. Angeblich versprach er, dass er kämpfen würde, „bis alle Nez Percé getötet“ wären. Der Dolmetscher Frank Grouart übersetzte dies allerdings damit, dass Crazy Horse „nach Norden gehen werde und kämpfen werde, bis kein weißer Mann mehr übrig wäre“. Im Laufe der Verhandlungen kam es zu derart vielen Missverständnissen – nicht zuletzt durch die falschen Übersetzungen –, dass Crazy Horse endlich jede Zusammenarbeit mit dem US-Heer ablehnte. Er sagte am Ende der Gespräche ausdrücklich, dass er versprochen hätte, keinen Krieg mehr zu führen, als er sich ergeben hatte. Der angebliche Ausspruch vom Töten aller Weißen wurde jedoch General Philip Sheridan hinterbracht, der Crook mit der Aufklärung und endgültigen Erledigung der Sache betraute. Bei einer der darauf folgenden Besprechungen äußerten Stammesgenossen des Häuptlings, dass man ihn wohl letzten Endes töten müsse. Einer der Army-Offiziere setzte sogar einen Preis auf seinen Kopf aus.
Einige Lakota schürten den Argwohn der Army gegen Crazy Horse dadurch, dass sie Crook erzählten, Crazy Horse wolle ihn bei dem bevorstehenden Treffen töten. Spätestens nun entschied sich die Heeres-Führung, den Häuptling zu internieren. Crazy Horse erfuhr von der Verschwörung durch Freunde und brachte daraufhin seine kranke Frau zu ihren Eltern. Dies führte dazu, dass seine Feinde das Gerücht in Umlauf brachten, dass er aus Fort Robinson geflohen sei.

Die Mordszene, gezeichnet von dem Oglala Amos Bad Heart Bull nach 1890

Crazy Horse wandte sich an den Brulé-Indianeragenten Lieutenant Jesse Lee. Dieser riet ihm, nach Fort Robinson zurückzukehren und die Angelegenheit aufzuklären. Diesen Rat befolgte er und kehrte am 5. September 1877 nach Fort Robinson zurück. Dort versuchten die Wachen und Crazy Horse feindlich gesinnte Lakota wie Little Big Man (auch „Charging Bear“ genannt), ihn festzunehmen. Doch Crazy Horse wehrte sich und floh aus dem Wachhaus. Auf dem Vorplatz hatte sich eine große Menschenmenge versammelt, viele davon Feinde des Häuptlings. Im Handgemenge mit Little Big Man und anderen wurde Crazy Horse von dem Soldaten William Gentiles mit einem Bajonett in die Lunge und in die linke Niere gestochen. In der Nacht starb der Häuptling trotz sofortiger Hilfe durch den Arzt Valentine McGillycuddy. Der Vater von Crazy Horse und der Häuptling Touch the Clouds waren ebenfalls zugegen. Die Gebeine des Toten wurden von seinen Eltern an einem geheim gehaltenen Platz in der Nähe des Wounded Knee begraben.

## Kontroversen über seinen Tod

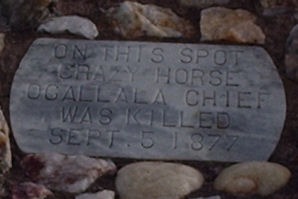
Gedenkstein in Fort Robinson, Inschrift: ON THIS SPOT CRAZY HORSE OGALLALA CHIEF WAS KILLED SEPT. 5 1877

Jedes Jahr am 6. September treffen sich Oglala-Dakota am Ort seines Todes. Der offizielle Todestag wird allerdings mit dem 5. September angegeben, da McGillycuddy angegeben hatte, dass er vor Mitternacht gestorben sei.
John Gregory Bourke, der an den Indianerkriegen teilgenommen hatte, schrieb in seinen Memoiren „An der Grenze mit Crook“, dass er den Krieger Little Big Man befragt habe, der Crazy Horse’ Tod miterlebt hatte und selber dabei verwundet wurde. Dieser habe ihm ein Jahr nach dem Vorfall gesagt, dass Crazy Horse von den Wachen zum Wachhaus eskortiert wurde, als er plötzlich zwei Messer, eins in jeder Hand, unter seiner Decke hervorgezogen habe. Ein Messer sei aus der Spitze eines Armeebajonetts gefertigt gewesen. Little Big Man habe direkt hinter Crazy Horse gestanden und wollte verhindern, dass die Soldaten einen Grund hätten ihn zu töten. Deswegen fasste er die beiden Arme von Crazy Horse an den Ellbogen und zog sie hoch und nach hinten. Crazy Horse wehrte sich heftig und Little Big Man konnte einen Arm nicht festhalten. Durch den Schwung dieses Arms habe sich Crazy Horse selber daraufhin in den Rücken gestochen.
Als Bourke ihn daraufhin fragte, ob die Soldaten mit ihren Bajonetten auf Crazy Horse eingestochen hätten, erklärte Little Big Man, dass dies zwar der Fall gewesen sei, aber niemand habe Crazy Horse getroffen. Einer habe dabei sogar sein Bajonett in das Holz des Wachhauses gestoßen. Dieses Loch sei auch noch zum Zeitpunkt der Befragung von Little Big Man im Wachhaus zu sehen gewesen. Little Big Man erzählte, dass in den Stunden nach dem Vorfall der Lagerkommandant vorschlug, die Version zu verbreiten, dass die Wache für den Tod Crazy Horse’ verantwortlich sei. Dies hätte wahrscheinlich Unruhen zwischen den einzelnen Stämmen verhindern sollen.
Bourke überprüfte die Angaben von Little Big Man und untersuchte die Tür des Wachhauses in Fort Robinson, wo er dann auch ein tiefes Loch vorfand, das nur von einem Bajonett geschlagen worden sein konnte. Der Aussage wurde lange geglaubt, weil Little Big Man angeblich der einzige indianische Zeuge des Vorfalls war und weil Crazy Horse gegenüber dem Lagerkommandanten jeden anderen von Schuld an seinem Tod freigesprochen hätte – sein Tod sei seine eigene Schuld gewesen.
Allerdings ist bei dieser Version nicht beachtet worden, dass Little Big Man keineswegs der einzige anwesende Indianer war – Crazy Horse wurde vor Hunderten Lakota niedergestochen. Vor allem aber war Little Big Man zu dieser Zeit einer der erbittertsten Feinde des Häuptlings. Er zählte zu den Lakota, die ihn festsetzen oder sogar töten wollten. Auch der Schilderung des Lagerkommandanten über die angeblich letzten Worte des Sterbenden ist entschieden zu misstrauen, da sie ihn allzu deutlich exkulpieren sollte – ganz abgesehen davon, dass Crazy Horse genauso wenig Englisch sprach wie der Kommandant Lakota.
Letzten Endes war der Tod des Kriegshäuptlings eine Folge der Kontroversen innerhalb des Stammes über die zukünftige Politik im Umgang mit der US-Regierung und der extrem indianerfeindlichen Haltung der verantwortlichen Generäle, die sich die Stimmung gegen den Häuptling zunutze machten. Crazy Horse, der sich zuvor immer nur als Kriegshäuptling und nie als Politiker betrachtet und betätigt hatte, war im Laufe der Auseinandersetzungen um das erhoffte Reservat im Norden immer mehr isoliert worden und konnte am Ende nur noch auf die Unterstützung einiger weniger Familien zählen. Nur kurze Zeit nach seinem Tod jedoch verließen viele seiner früheren Anhänger heimlich die Agentur und zogen über die kanadische Grenze, wo Sitting Bull immer noch eine freie Gruppe Lakota führte. Die Reservation Red Clouds und Spotted Tails wurde bald darauf aufgelöst. Die Reservatsindianer mussten trotz des Widerstands Red Clouds ein weiteres Mal umziehen, diesmal an den Missouri.

## Crazy Horse Memorial
An Crazy Horse erinnert heute ein monumentales Denkmal, das Crazy Horse Memorial, das derzeit in South Dakota in einen Berg gehauen wird, ähnlich dem Mount Rushmore National Memorial. Korczak Ziolkowski begann die Skulptur im Jahre 1948, seine Frau und sieben seiner zehn Kinder führen das Vorhaben fort. Nach ihrer Fertigstellung soll sie 195 m hoch und 172 m breit sein.
Viele Indianer stehen dem Projekt kritisch gegenüber. Sie beklagen vor allem die Entweihung ihrer heiligen Black Hills.

## Irritationen über ein Foto

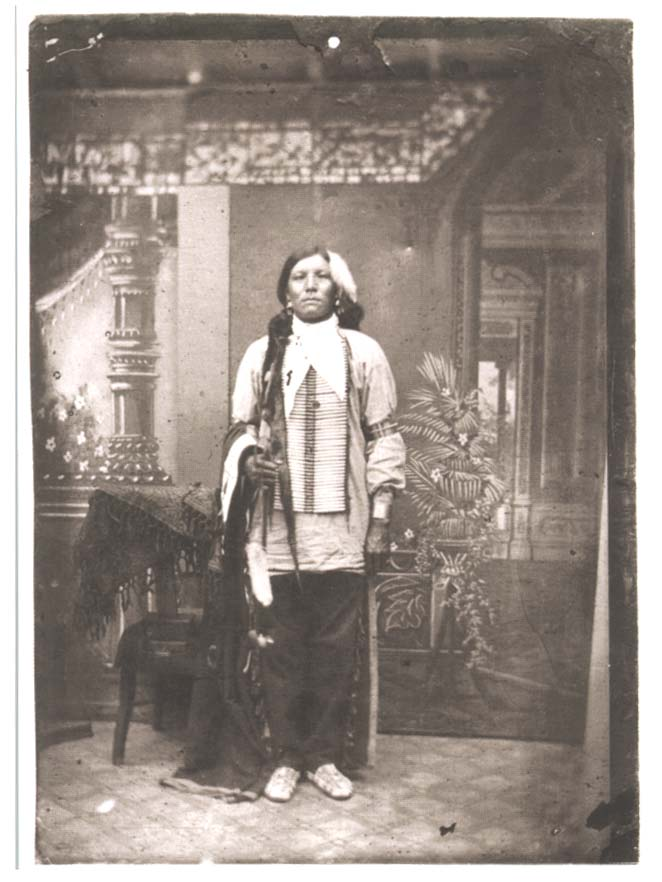
Die umstrittene Fotografie von 1877

Es wird viel darüber diskutiert, ob das einzige Foto, das Crazy Horse zeigen soll, wirklich ihn abbildet. Der Chirurg Valentine McGillycuddy, der ihn persönlich kannte, bezweifelte, dass überhaupt ein Foto existiert, da er nicht abgebildet werden wollte. Möglicherweise handelt es sich hierbei um Crazy Horses Bruder, der ihm stark ähnelte und sich auch hatte fotografieren lassen.
Andere Zeitgenossen wie Bourke, die Crazy Horse persönlich gekannt hatten, berichteten von einer großen Narbe im Gesicht, entstanden durch einen Schuss von No Water im Streit um seine Frau und auf dem Foto nicht zu sehen.